# 大學城 (阿肯色州)
大學城（英語：College City）是一個位於美國阿肯色州勞倫斯縣的城鎮。

## 地理
大學城的座標為36°07′33″N 90°56′24″W / 36.12583°N 90.94000°W，而該地的平均海拔高度為83米（即272英尺）。

## 人口
根據2010年美國人口普查的數據，大學城的面積為1.13平方千米，當中陸地面積為1.13平方千米，而水域面積為0.00平方千米。當地共有人口355人，而人口密度為每平方千米314人。